# Sphyrospermum dolichanthum
Sphyrospermum dolichanthum är en ljungväxtart som beskrevs av Luteyn. Sphyrospermum dolichanthum ingår i släktet Sphyrospermum och familjen ljungväxter. Inga underarter finns listade i Catalogue of Life.